# Antimurga BCG
Antimurga BCG es una murga uruguaya que realizó su primera aparición oficial en 1985.  Su director responsable es Jorge Esmoris, y ha contado con la participación de varios actores y cantantes uruguayos a lo largo de su historia.

## Historia
La BCG fue creada en 1983 por un grupo de actores de teatro alojándose en el club deportivo de la Asociación de Bancarios del Uruguay (AEBU).
Su gran aporte al carnaval uruguayo fue llevar los códigos y la puesta en escena del teatro a la murga. Participó muchos años en el Concurso Oficial de Carnaval de Uruguay siendo el primero en 1985 y donde asumió el nombre Antimurga BCG. Su estilo desenfadado y no cumpliendo las instrucciones, guiones y tipos de instrumentos que el concurso oficial requería siempre generó polémica pero a su vez cariño por parte del público.
Unos de sus espectáculos más recordados por el público fue la llama Terapia del colchón donde los artistas luego de cantar en el escenario bajaban con colchones a interactuar con el público.Su estilo musical, que incluye rock y blues y su forma de comunicación con el público ha sido de referencia para otras murgas que fueron surgiendo a lo largo del tiempo.
Algunos de sus componentes fueron: Jorge Esmoris, Rafael Antognazza, Néstor Guzzini , Maia Castro y Malena Muyala.

## Algunos espectáculos
- La BCG no engorda. 1988. (Videoclip)
- La bandita de la BCG. 1991. (en vivo y LP)
- Antimurga BCG. 2008. (en vivo) Teatro de Verano Ramón Collazo
- Nacidos para perder. 2010 (en vivo), Sala Zitarrosa de Montevideo)